# Ревизия основных средств
Ревизия основных средств — проверка законности и правильности осуществления хозяйственных операций с основными средствами хозяйствующего субъекта, их документального оформления и принятия к учёту. Ревизия основных средств может осуществляться в рамках мероприятия финансового контроля (например, документальной ревизии) либо как отдельная проверка.

## Цели и задачи ревизии основных средств
Целью ревизии основных средств  является проверка законности и правильности:
- документального оформления операций поступления, перемещения и выбытия основных средств,
- определения первоначальной стоимости основных средств,
- начисления и включения в издержки производства амортизационных отчислений основных средств,
- определения остаточной стоимости основных средств,
- отражения на счетах бухгалтерского учёта операций по движению основных средств,
- состояния, условий хранения, сохранности и эффективности использования основных средств.

Основной российский нормативный правовой акт, регламентирующий порядок учёта основных средств — положение по бухгалтерскому учёту «Учёт основных средств» (ПБУ 6/01).
Условия, необходимые для принятия к учёту активов как основных средств:
1. Использование для производства или для управленческих нужд организации.
2. Использование в течение длительного времени (не менее 12 месяцев).
3. Не предполагается последующая перепродажа указанного актива.
4. Способность актива приносить доход в будущем.

В составе основных средств учитываются:
- здания,
- сооружения,
- передаточные устройства,
- рабочие и силовые машины и оборудование,
- измерительные и регулирующие приборы и устройства,
- вычислительная и организационная техника,
- транспортные средства,
- инструмент,
- производственный и хозяйственный инвентарь,
- рабочий и продуктивный скот,
- служебные животные,
- многолетние насаждения,
- оружие и специальная техника,
- библиотечный фонд,
- капитальные вложения в улучшения земель (мелиорация, ирригация, осушение и проч.).

К основным средствам НЕ относятся:
- объекты, числящиеся как готовые изделия у предприятий — изготовителей либо как товары в торговой организации,
- объекты, находящиеся в пути или в процессе монтажа и пусконаладки,
- специальная и форменная одежда, обувь, постельные принадлежности, а также посуда,
- временные (нетитульные) здания, сооружения и устройства,
- объекты предназначенные для сдачи в прокат,
- молодняк животных и животные на откорме,
- многолетние насаждения, выращиваемые в питомниках в качестве посадочного материала.

## Проверка операций по поступлению основных средств
Основной целью этапа является проверка принятия основных средств к учёту и формирования их первоначальной стоимости:
1. Включение в первоначальную стоимость (а не отнесение на издержки производства) следующих фактических затрат на приобретение, сооружение либо изготовление основных средств:
  - платежи поставщику в соответствии с договором купли-продажи,
  - платежи за осуществление работ по договору строительного подряда,
  - платежи за информационные и консультационные услуги, связанные с приобретением основного средства,
  - регистрационные сборы, государственные пошлины и другие аналогичные платежи, произведённые в связи с приобретением (получением) прав на объект основных средств,
  - таможенные пошлины,
  - суммы невозмещаемых налогов, уплаченных в связи с приобретением объекта основных средств,
  - вознаграждения, уплаченные посреднику, через которого приобретён объект основных средств,
  - иные затраты, непосредственно связанные с приобретением, сооружением либо изготовлением основного средства.
2. Невключение в фактические затраты общехозяйственных и других аналогичных расходов.
3. Для основных средств, внесённых как вклад в уставный капитал — порядок признания и согласования учредителями их денежной оценки.
4. Для основных средств, полученных безвозмездно — текущая рыночная стоимость на дату принятия к учёту.

Правильное определение первоначальной стоимости играет важную роль для последующего правильного начисления амортизации, то есть постепенного переноса расходов по приобретению основного средства на стоимость готовой продукции.

## Проверка операций по изменению стоимости основных средств
Изменение стоимости основных средств возможно в результате достройки, дооборудования, реконструкции, модернизации и технического перевооружения, то есть работ капитального характера, осуществление которых улучшает нормативные показатели функционирования основного средства. Новую стоимость как сумму первоначальной стоимости и указанных капитальных расходов называют восстановительной стоимостью, новая остаточная стоимость объекта вычисляется как разность между восстановительной стоимостью и начисленной к этому времени амортизацией. Соответственно, новые амортизационные отчисления рассчитываются исходя из восстановительной стоимости и нового срока службы объекта.
Наибольшую сложность представляет собой разделение затрат на расходы текущего характера (включаемые в себестоимость продукции) и капитальные расходы, формирующие восстановительную стоимость основного средства. На этом этапе ревизии основных средств проверяется:
1. Наличие в организации плана ремонта основных средств.
2. Наличие материалов предварительного обследования основных средств:
  - акта обследования,
  - перечня выявленных дефектов,
  - предложений по характеру восстановительных работ.
3. Расход материалов на восстановительные работы.
4. Окончание и приёмка в эксплуатацию реконструированного (модернизированного) объекта по акту.
5. Внесение изменений в регистры учёта основных средств.

## Проверка расчётовамортизацииосновных средств
Ревизору следует обратить внимание на следующие вопросы, где вероятны ошибки и нарушения:
1. Неначисление амортизации:
  - по объектам жилищного фонда,
  - по объектам, не входящим в состав основных средств,
  - по объектам, потребительские свойства которых с течением времени не изменяются (непроизведённые активы: земля, объекты природопользования).
2. Соблюдение порядка применения избранного способа начисления амортизации по группе однородных объектов в течение всего срока полезного использования.
3. Организация надлежащего контроля за движением основных средств незначительной стоимости.
4. Правильность определения срока полезного использования.
5. Пересмотр срока полезного использования в случае реконструкции (модернизации).
6. Прекращение начисления амортизации после полного погашения первоначальной (восстановительной) стоимости либо после списания объекта с учёта.
7. Приостановление начисления амортизации в случае консервации на длительный срок.

## Проверка сохранности основных средств
На этом этапе могут проверяться следующие аспекты организации работы с основными средствами:
1. Качество осуществления инвентаризаций основных средств:
  - соблюдение сроков и порядка инвентаризаций,
  - порядок подведения итогов инвентаризаций,
  - принятие решений по урегулированию выявленных расхождений,
  - правильность отражения результатов инвентаризаций в бухгалтерском учёте.
2. Своевременность и полнота закрепления основных средств за материально-ответственными лицами:
  - издание приказов, которыми утверждается список материально-ответственных лиц,
  - наличие договоров о полной материальной ответственности,
  - наличие и работоспособность технических средств охраны помещений.
3. Выявление фактического наличия основных средств.

## Проверка операций по перемещению основных средств
При проверке внутреннего перемещения основных средств необходимо определить целесообразность такого перемещения и причины, по которым основное средство сразу не было передано в подразделение-получатель. При этом также нужно проконтролировать:
1. Оприходование основного средства в новом подразделении.
2. Перезакрепление основного средства за другим материально-ответственным лицом.

## Проверка операций выбытия основных средств
1. При продаже основного средства:
  - проверяются полномочия лица, подписавшего договор купли-продажи (в частности, имеет ли право руководитель предприятия принимать решения о продаже основных средств указанной стоимости, или это могут делать только учредители).
  - изучается соотношение цены продажи и рыночной стоимости основного средства.[источник не указан 116 дней]
2. При ликвидации основного средства отдельно изучается каждый случай преждевременной ликвидации недоамортизированных основных средств. Проверяется компетентность лиц, входящих в ликвидационную комиссию, причины списания объекта, устанавливаются лица, виновные в преждевременном выходе объекта из строя.
3. При ликвидации основного средства, выслужившего полезный срок использования и непригодного для дальнейшей эксплуатации, выясняется:
  - каким образом реализована возможность использования отдельных узлов и деталей списываемого объекта,
  - правильно ли определена оценка узлов, деталей и материалов, пригодных для дальнейшего использования, сданы ли они на соответствующий склад,
  - определён ли вес металлического лома (в том числе, лома драгоценных металлов),
  - осуществлено ли их оприходование по учёту.